# Aqua Playa
Aqua Playa, skriven av Marcos Ubeda, är en sång som Afro-dite sjöng i den svenska Melodifestivalen 2003, där den slutade på sjunde plats. Den placerade sig som bäst på 30:e plats på den svenska singellistan. Den 30 mars 2003 testades melodin på Svensktoppen  men missade listan .

## Listplaceringar
| Lista (2003) | Topplacering |
| ------------ | ------------ |
| Sverige      | 30           |